# František Šulc (kněz)
František Šulc (8. července 1851 Brdo – 24. března 1921 Hradec Králové) byl český katolický kněz, profesor dogmatiky v Hradci Králové, čestný kanovník katedrální kapituly v Hradci Králové, papežský komoří, rada biskupské konzistoře a biskupský bibliotekář.

## Život
Narodil se 8. července 1851 ve vesnici Brdo u Nové Paky. Studoval v Jičíně a Hradci Králové. Byl vysvěcen roku 1875 a působil krátce jako kaplan v Golčově Jeníkově. Poté vystudoval Frintaneum (C. k. vyšší vzdělávací institut pro kněží, zvaný též Augustineum) ve Vídni, kde se stal doktorem bohosloví. Roku 1881 byl jmenován profesorem dogmatiky v královéhradeckém semináři (diecézním teologickém učilišti), kde vyučoval až do své smrti.
Do konce života působil jako horlivý propagátor a řečník, snažil se kulturně i politicky organizovat katolický lid, psal knihy, publikoval v časopisech a přednášel. Kromě sbírek kázání psal o Janu Husovi a jeho učení z katolického pohledu. Byl funkcionářem různých korporací, předsedou Tiskového družstva. Po smrti ThDr. Josefa Mrštíka (1854–1914) převzal funkci předsedy diecézní Cyrilské Jednoty, jíž předsedal naposledy 27. ledna 1921. Zemřel 24. března 1921 a byl pohřben ve Staré Pace.
Vystupoval slovem i písmem proti nově vznikající Církvi československé, odštěpující se po roce 1919 od římskokatolické církve. V Holohlavech při své návštěvě (dle pamětí tamního katolického kaplana Jana Petráska) byl tento „slovutný kazatel, velmi oblíbený řečník holohlavského kostela“ od jejích příznivců inzultován. Při vyloupení kostela 21. srpna 1920 „Čechoslováky“ (dle zúčastněného československého faráře Čeňka Brebise) „přišel, aby zastrašil čsl. faráře, před 6 roky svého žáka,… ale odešel rozhněván s nepořízenou“.